# Dennis Johnson (skladatel)
Dennis Johnson (19. listopadu 1938 – 20. prosince 2018) byl americký hudební skladatel a matematik. Od mládí se zajímal o matematiku, zejména geometrii. Později nastoupil na Kalifornský technologický institut se záměrem studovat fyziku Později se však rozhodl pro rozvíjení kariéry v oblasti hudby a přešel na Kalifornskou univerzitu v Los Angeles, kde se spřátelil s La Monte Youngem a Terrym Jenningsem. Do značné míry ovlivnil Youngovu rozsáhlou kompozici The Well-Tuned Piano. Již počátkem šedesátých let se Johnson hudbě přestal věnovat a stal se matematikem (publikoval i několik článků). Jeho skladba November (1959) pro sólový klavír bývá označována za vůbec první příklad minimalistické hudby. Její vůbec první profesionální nahrávku pořídil v roce 2013 R. Andrew Lee.